# Heleen Boers
Heleen Boers (* 19. Dezember 1989) ist eine ehemalige niederländische Ruderin.
Die 1,80 m große Ruderin gewann bei den U23-Weltmeisterschaften 2011 die Bronzemedaille mit dem niederländischen Vierer ohne Steuerfrau. Bei den Weltmeisterschaften 2013 ruderte sie mit dem niederländischen Achter auf den sechsten Platz. 2014 gewann sie bei den Europameisterschaften zusammen mit Aletta Jorritsma die Bronzemedaille im Zweier ohne Steuerfrau. Bei den Weltmeisterschaften 2014 in ihrer Heimatstadt Amsterdam belegte sie mit dem Achter den achten Platz. Auch bei den Europameisterschaften 2015 trat sie im Achter an, die Niederländerinnen gewannen die Silbermedaille hinter dem russischen Boot. Nachdem Boers zusammen mit Jorritsma den zehnten Platz bei den Europameisterschaften 2016 belegt hatte, beendete sie ihre internationale Karriere.